# Ber Lukkassen
Everhard Adelbert (Ber) Lukkassen (Arnhem, 5 april 1948 – Millingen aan de Rijn, 23 augustus 2005) was een Nederlands politicus van de PvdA.
Hij was gemeenteraadslid en wethouder in Huissen voor hij in 1989 benoemd werd hij burgemeester van Nieuw-Vossemeer. Die gemeente ging op 1 januari 1997 op in de gemeente Steenbergen. Op diezelfde datum werd hij de waarnemend burgemeester van Maurik en exact een jaar later werd Lukkassen de burgemeester van Millingen aan de Rijn. Hij kwam eind december 2002 landelijk in het nieuws toen hij de pastoor verbood om bij nachtmis extra stoelen bij te plaatsen omdat er na de brand met nieuwjaar 2001 in Volendam strengere regels golden voor openbare gebouwen. Toen begin 2003 duidelijk werd dat er in de gemeenteraad onvoldoende steun was voor zijn herbenoeming vroeg Lukkassen onmiddellijk ontslag aan. Enkele weken later, op 1 april 2003, werd de Nijmeegse oud-wethouder Joop Tettero als waarnemend burgemeester benoemd.
Ruim twee jaar later overleed Lukkassen op 57-jarige leeftijd.